# Koryta (Mladá Boleslav-i járás)
Koryta település Csehországban, a Mladá Boleslav-i járásban. Koryta Loukov, Chocnějovice, Loukovec és Sezemice településekkel határos. Lakosainak száma 119 fő (2024. január 1.).

## Népesség
A település lakosságának változását az alábbi diagram mutatja:
| Lakosok száma | 241  | 246  | 195  | 136  | 90   | 65   | 93   | 86   | 94   | 119  |
|               | 1869 | 1890 | 1921 | 1950 | 1980 | 2001 | 2017 | 2019 | 2022 | 2024 |